# Assembleia Legislativa da Costa Rica
A Assembleia Legislativa da República da Costa Rica (Asamblea Legislativa de la República de Costa Rica) é a sede do poder legislativo da Costa Rica. O parlamento é no formato unicameral, conta com 57 deputados eleitos por representação proporcional para mandatos de 4 anos, o Edifício Central se localiza no distrito de El Carmen em San José.

## Círculos eleitorais
Os círculos eleitorais são divididos pelas províncias do país.
- San José (província) - 20 deputados
- Alajuela - 11 deputados
- Cartago - 7 deputados
- Puntarenas - 5 deputados
- Heredia (província) - 5 deputados
- Limón (província) - 5 deputados
- Guanacaste - 4 deputados